# Luís Carlos Almada Soares
Luís Carlos Almada Soares (Praia, 16 de abril de 1986) é um futebolista profissional cabo-verdiano que atua como médio.

## Carreira
Platini representou o elenco da Seleção Cabo-Verdiana de Futebol no Campeonato Africano das Nações de 2015.